# Нечипорук Леонід Матвійович
Леонід Матвійович Нечипорук (13 серпня 1947, с. Ключівка Красилівського району Хмельницької області — 4 липня 2024, Київ) — український композитор-пісняр, член асоціації діячів естрадного мистецтва, лауреат літературно-мистецької премії імені Дмитра Луценка «Осіннє золото». Автор музики до поезій Вадима Крищенка, полковник у відставці.

## Життєпис
В 1966 році призваний до Радянської армії.
Служив у залізничних військах. Споруджував Байкало-Амурську магістраль. Там почав писати мелодії пісень.
В 1980 закінчив Львівське вище військово-політичне училище, факультет військової журналістики, культпросвітницької роботи.

## Творчість
Він співавтор музикально-поетичного проекту «Хай святиться Ім'я Твоє або Десять Господніх заповідей».
Автор музики до поезій Вадима Крищенка, Дмитра Луценка, Миколи Луківа, Олександра Балабка, Наталки Коломієць, Миколи Сніжка, Михайла Кавалка, Лариси Петрової, Зої Ружин, Йосипа Осецького, Світлани Дуніної, Тетяни Череп-Пероганич, інших поетів. явив світові українські пісні, виконавцями яких артисти Раїса Кириченко, Віктор Шпортько, Дмитро Гнатюк, Фемій Мустафаєв, Іван Попович, Леонід Сандуленко, Алла Кудлай, Олександр Василенко, Олесь Харченко, Олег Дзюба, Ольга Макаренко, Світлана Мирвода, Павло Мрежук, Олексій Похвала, Євгенія Костенко, Олена Єрсак- Касенич, Василь Касенич, Дмитро Андрієць, Віктор Кавун, Галина і Людмила Турчак, Василь Данилюк, Ірина Персанова, Володимир Стельмах, Ярослав Михайлович, Ярослав Гавюк, Анна — Марія Миронова, Влада Чайка, Тетяна Кисляк, Аліна Острополець, Ольга Розколотько, Маркіян Свято, Наталія Кудряшова, Академічний хор ім. П.Майбороди Українського радіо- соліст Василь Бокоч, Гурт «Козацькі забави»
Сам композитор також був виконавцем.

## Родина
26 жовтня 1966 одружився. Дружина Людмила, донька Інна.

## Нагороди
- Лауреат літературно-мистецької премії імені Дмитра Луценка «Осіннє золото» (2007).[3]